# 努波兰加
努波兰加是巴西圣保罗州的一个市镇。总面积346.982平方公里，总人口6693人，人口密度19.3人/平方公里。